# Élections fédérales australiennes de 1975
Des élections législatives et sénatoriales fédérales se tiennent le 13 décembre 1975 en Australie afin de renouveler les 127 sièges de la Chambre des représentants et les 64 sièges du Sénat, par suite d'une double dissolution.
Malcolm Fraser avait été chargé d'assurer les fonctions de Premier ministre après le limogeage du gouvernement travailliste de Gough Whitlam par le gouverneur général, Sir John Kerr, le 11 novembre 1975. Le même jour, Fraser a lancé le déclenchement de nouvelles élections, conformément aux conditions stipulées par Kerr (voir Crise constitutionnelle australienne de 1975). C'est ainsi que le Parti libéral, dirigé par Fraser, avec son partenaire de la coalition, le National Country Party, dirigé par Doug Anthony, est allé aux élections davec un gouvernement intérimaire minoritaire. L'élection a permis au gouvernement de coalition d'avoir une large majorité avec un swing de 30 sièges à la Chambre des Représentants aux dépens du Parti travailliste.